# Мито (станция, Ибараки)
Станция Мито (水戸駅, Мито-эки) — это пассажирская железнодорожная станция совместного пользования в городе Мито, Ибараки, Япония, управляемая Восточно-Японской железнодорожной компанией (JR East) и третьим сектором железной дороги Касима Ринкай. Помещения вокзала находятся в ведении JR East.
| Адрес                 | 1-1-1 Miyamachi, Mito-shi, Ibaraki-ken 310-0015 Japan     |
| Оператор              | - JR East (manager) - Kashima Rinkai Tetsudo - JR Freight |
| Железнодорожные линии | - ■ Jōban Line - ■Suigun Line - ■ Ōarai-Kashima Line      |
| Количество платформ   | 8                                                         |
| Переход к             | автобусам                                                 |
| Дата открытия         | 16 января 1889 года                                       |
| Экспресс-поезда       | Хитачи и Токива, Токио-Сендай                             |
| Расстояние до Токио   | 115.3 км                                                  |

Следующие станции
Линия Дзебан: на запад-Кайракуэн, на восток-Катсута
Линия Оарай Касима: на восток-Хигаси-Мито или Мито-Восточный
Линия Суйгун: на север-Хитачи-Аояги
Линии
Станция Мито обслуживается линиями JR East Jōban Line и Suigun Line, а также линией Ōarai-Kashima железной дороги Kashima Rinkai. Она расположена в 115,3 км от официальной начальной точки линии Дзёбан на станции Ниппори и является конечной точкой линии Суйгун и линии Оараи-Касима.
Схема станции
Станция состоит из четырех островных платформ, обслуживающих восемь путей. На станции есть билетная касса Midori no Madoguchi и туристическое агентство View Plaza.
Платформы:
1/2	■ Suigun Line	for Kami-Sugaya, Hitachi-Ōta, Hitachi-Daigo, and Kōriyama
3/4	■ Jōban Line	for Katsuta, Hitachi, Takahagi, Iwaki, Haranomachi and Sendai
5/6	■ Jōban Line
(JU Ueno-Tokyo Line)	for Tomobe, Ishioka, Tsuchiura, Toride, Ueno, Tokyo and Shinagawa
■ Mito Line	for Tomobe, Kasama, Shimodate, and Oyama
7	■ Jōban Line Limited Express
(JU Ueno-Tokyo Line)	for Tomobe, Ishioka, Tsuchiura, Ueno, Tokyo and Shinagawa
8	■ Kashima Rinkai Tetsudo Ōarai-Kashima Line	for Ōarai, Shin-Hokota, and Kashima-Jingu
История станции Мито
Станция Мито открылась на линии Мито 16 января 1889 года. Линия Суйгун открылась 16 ноября 1897 года. Станция была включена в сеть JR East после приватизации Японских национальных железных дорог (JNR) 1 апреля 1987 года. Новое здание вокзала было завершено в июле 1994 года. В 2019 году на станции стали останавливаться экспрессы из Токио в Сендай.